# 2BB2 3300
La 242 BE 1 est une ancienne locomotive électrique du PLM, devenue 2BB2 3301 lors de sa renumérotation quand elle intègre le parc moteur de la SNCF.
C'est un des prototypes destinés à l'exploitation de la ligne de la Maurienne électrifiée par troisième rail en courant continu à la tension de 1,5 kV. Conçue pour la traction des trains express à vitesse élevée et mise en service en 1926, elle se révèle mal adaptée à cet usage, sa puissance étant jugée insuffisante ; c'est pourquoi elle ne circule que dans la partie la moins pentue de la ligne, et en tête de trains de marchandises légers. Elle est définitivement arrêtée en 1961 après une grave avarie moteur.
Son concept sert de base à la fabrication des 2CC2 3400.

## Genèse du prototype
En 1920, la Compagnie des chemins de fer de Paris à Lyon et à la Méditerranée envisage l'électrification de la ligne de la Côte d'Azur en courant continu à la tension de 1,5 kV. La compagnie décide l'année suivante de réaliser au préalable un essai sur la ligne de Culoz à Modane (ligne de la Maurienne). Sa longueur raisonnable, son trafic moyen, la proximité de sources d'énergie hydroélectrique et ses fortes rampes constituent un champ d'expérimentation idéal pour la définition du matériel de traction.
Le PLM commande pour cela, à partir de 1922, quatre prototypes et une courte série de locomotives de vitesse pour les trains rapides de voyageurs. La 242 BE 1 est l'un de ces prototypes.
Toutes les locomotives commandées pour assurer la traction électrique de la ligne de la Maurienne reçoivent le surnom de « Dinosaures du PLM ».

## Description

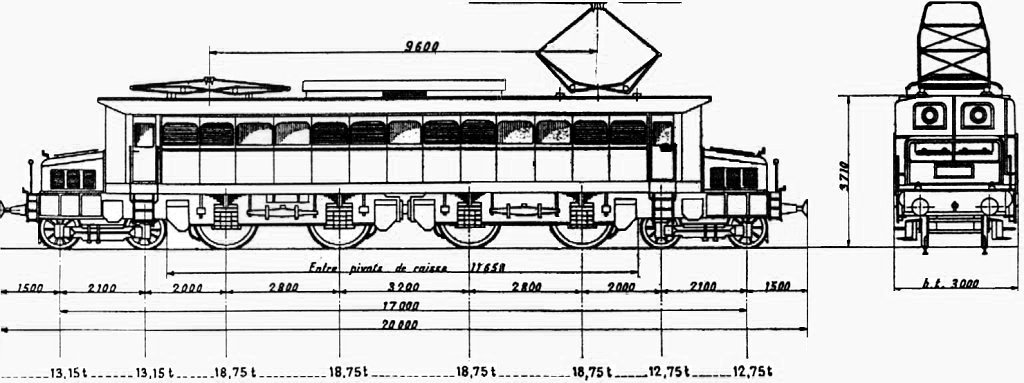
Plan de la 2BB2 3301.

Ce prototype destiné à la traction des trains de voyageurs sur la ligne de la Maurienne est construite par l'usine des Batignolles de Nantes pour sa partie mécanique et par la firme suisse Oerlikon pour ses équipements électriques, dérivés de ceux des locomotives BB de la Compagnie du chemin de fer de Paris à Orléans (PO).
La locomotive est composée d'une caisse unique prolongée par deux longs capots surbaissés. La caisse repose sur quatre bogies à deux essieux chacun. Les bogies extrêmes sont porteurs et le bogies médians moteurs, la configuration générale étant 2BB2. La transmission est de type Oerlikon.
L'alimentation en courant électrique se fait par la caténaire par l'intermédiaire de deux pantographes en toiture ou par un troisième rail latéral, spécificité de la ligne, grâce à des frotteurs installés aux quatre angles de la locomotive, au niveau des bogies porteurs. La locomotive comporte huit moteurs jumelés deux par deux, chaque groupe de deux moteurs entraînant un essieu au moyen d'une transmission par arbre creux.

## Services

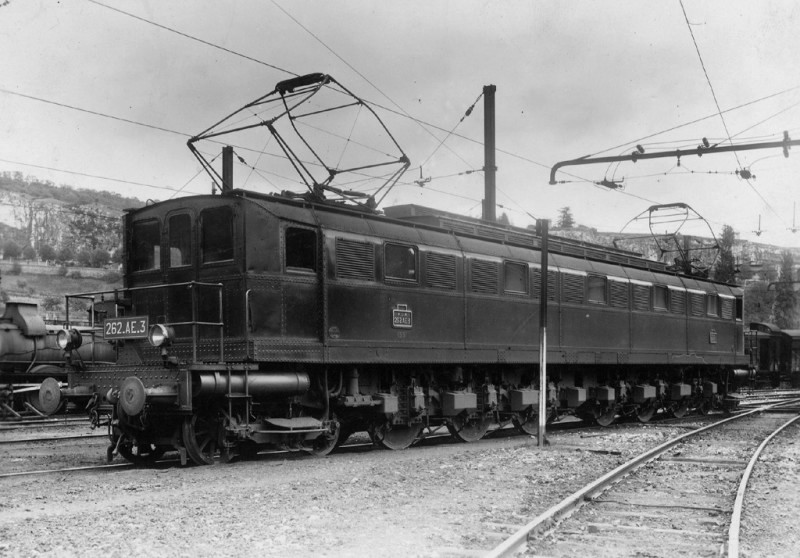
La 262 AE 3, « descendante » de la 242 BE 1.

La 242 BE 1 est mise en service le 6 avril 1925 alors que sa livraison était prévue pour la fin de l'été 1923. Elle effectue ses premiers essais sur les lignes électrifiées du PO. Au mois de juillet suivant, elle rejoint son dépôt d'attache définitif à Chambéry ; il s'agit de la toute première locomotive électrique réceptionnée par le PLM. Si elle atteint facilement ses objectifs de vitesse avec des circulations à 100 à 110 k/h, sa puissance est jugée insuffisante. Elle est alors affectée, dès 1934, à la traction de trains de marchandises légers sur la partie basse de la ligne, au profil en long plus facile.
Garée en 1961 après une avarie de moteur, elle est radiée deux ans plus tard jamais avoir repris de service. La locomotive est démolie à Culoz comme tous les autres « Dinosaures du PLM ».
Consciente des limites du prototype mais constatant l'intérêt de son principe, la compagnie du PLM veut agir au plus vite. Elle demande aux mêmes constructeurs (Batignolles-Nantes et Oerlikon) de concevoir, sur les mêmes bases, une locomotive 50 % plus puissante dotée de six roues motrices. Les études débouchent sur la commande en octobre 1927, puis sur la livraison en 1929-1930 des 262 AE 1 à 4, numérotées 2CC2 3400 à la SNCF,.